# Melicharella inferna
Melicharella inferna är en insektsart som beskrevs av Alexander Fyodorovich Emeljanov 1966. Melicharella inferna ingår i släktet Melicharella och familjen dvärgstritar. Inga underarter finns listade i Catalogue of Life.